# КӀ
КӀ, кӀ — кириллический диграф, используемый в абазинском, аварском, агульском, адыгейском, даргинском, ингушском, кабардино-черкесском, каратинском, лакском, лезгинском, рутульском, табасаранском, цахурском и чеченском языках.  

## Использование
В языках Северного Кавказа диграфом обозначается смычно-гортанный звук [kʼ].
Пример использования диграфа в каратинском языке: кlеда — два.